# Confederació Espanyola de Caixes d'Estalvis
La Confederació Espanyola de Caixes d'Estalvis, CECA (en castellà Confederación Española de Cajas de Ahorros), és una organització que agrupa totes les federacions de caixes d'estalvis d'Espanya. Va ser fundada l'any 1928 i el seu objectiu és representar-les.
Fins a l'any 2010 hi havia un total de 45 caixes, durant dos anys s'han creat grups de caixes però posteriorment alguns grups van ser nacionalitzats com BFA-Bankia, CatalunyaCaixa, NovaGalicia i Unnim, deixant d'existir les seves caixes fundadores. Altres com les formants de Banca Cívica van absorbir el seu negoci bancari però han mantingut la seva existència com accionistes de CaixaBank. Actualment hi ha les següents caixes:
| Grup/Banc              | Caixes d'estalvis      | Seu social grup | Seu social grup |
| ---------------------- | ---------------------- | --------------- | --------------- |
| BMN                    | Caixa Penedès          | Madrid          |                 |
| BMN                    | Cajamurcia             | Madrid          |                 |
| BMN                    | Sa Nostra              | Madrid          |                 |
| BMN                    | Caja Granada           | Madrid          |                 |
| CaixaBank              | La Caixa               | Barcelona       |                 |
| Caixa Ontinyent        | Caixa Ontinyent        | Ontinyent       |                 |
| Caja3                  | Caja Badajoz           | Saragossa       |                 |
| Caja3                  | Caja Círculo           | Saragossa       |                 |
| Caja3                  | CAI                    | Saragossa       |                 |
| CECA                   | CECA                   | Madrid          |                 |
| Colonya Caixa Pollença | Colonya Caixa Pollença | Pollença        |                 |
| Ibercaja               | Ibercaja               | Saragossa       |                 |
| KutxaBank              | BBK                    | Bilbao          |                 |
| KutxaBank              | Caja Vital Kutxa       | Bilbao          |                 |
| KutxaBank              | Kutxa                  | Bilbao          |                 |
| Liberbank              | Cajastur               | Madrid          |                 |
| Liberbank              | Caja de Extremadura    | Madrid          |                 |
| Liberbank              | Caja Cantabria         | Madrid          |                 |
| Unicaja España-Duero   | Unicaja                | Màlaga          |                 |
| Unicaja España-Duero   | Caja España-Duero      | Màlaga          |                 |
| Novagalicia Banco      | Novacaixagalicia       | La Corunya      |                 |

## Entitats donades de baixa
Entitats donades de baixa 2013:
- Caja General de Ahorros de Canarias, CajaCanarias; ex Banca Cívica, absorbida per CaixaBank, transformada en fundació de caràcter especial.
- Caja de Ahorros Municipal de Burgos, Caja de Burgos; ex Banca Cívica, absorbida per CaixaBank, transformada en fundació de caràcter especial.
- Caja de Ahorros y Monte de Piedad de Navarra, Caja Navarra; ex Banca Cívica, absorbida per CaixaBank, transformada en fundació de caràcter especial.
- Monte de Piedad y Caja de Ahorros San Fernando de Guadalajara, Huelva, Jerez y Sevilla, Cajasol; ex Banca Cívica, absorbida per CaixaBank, transformada en fundació de caràcter especial.
- Caixa d'Estalvis del Mediterrani, CAM; per nacionalització i transformació en fundació de caràcter especial.
- Caixa d'Estalvis Unió de Caixes de Manlleu, Sabadell i Terrassa, Unnim Caixa; per nacionalització i transformació en fundació de caràcter especial.

Entitats donades de baixa 2012:
- Caja de Ahorros y Monte de Piedad de Madrid; per nacionalització de BFA/Bankia, transformada en fundació de caràcter especial.
- Caixa d'Estalvis de València, Castelló i Alacant, Bancaixa; per nacionalització de BFA/Bankia, transformada en fundació de caràcter especial.
- Caixa d'Estalvis Laietana; per nacionalització de BFA/Bankia, transformada en fundació de caràcter especial.
- Caja de Ahorros y Monte de Piedad de Ávila; per nacionalització de BFA/Bankia, transformada en fundació de caràcter especial.
- Caja de Ahorros y Monte de Piedad de Segovia; per nacionalització de BFA/Bankia, transformada en fundació de caràcter especial.
- Caja de Ahorros de la Rioja; per nacionalització de BFA/Bankia, transformada en fundació de caràcter especial.
- Caja Insular de Ahorros de Canarias; per nacionalització de BFA/Bankia, transformada en fundació de caràcter especial.
- Caixa d'Estalvis de Catalunya, Tarragona i Manresa, CatalunyaCaixa; per nacionalització de Catalunya Banc, transformada en fundació de caràcter especial.

Entitats donades de baixa 2010-2011:
- Caixa d'Estalvis Comarcal de Manlleu; per fusió, creació d'Unnim.
- Caixa d'Estalvis de Sabadell; per fusió, creació d'Unnim.
- Caixa d'Estalvis de Terrassa; per fusió, creació d'Unnim.
- Caixa d'Estalvis de Girona; absorció de la Caixa.
- Caixa d'Estalvis de Manresa; absorció juntament amb Caixa Tarragona de Caixa d'Estalvis de Catalunya, reanomenada Caixa d'Estalvis de Catalunya, Tarragona i Manresa (CatalunyaCaixa).
- Caixa d'Estalvis de Tarragona; absorció de CatalunyaCaixa.
- Caja de Ahorro Provincial de Ahorro Provincial de Guadalajara; absorció de Cajasol.
- Caja de Ahorros de Castilla-La Mancha; intervinguda pel Banc d'Espanya, cessió d'actius i passius a Banco de Castilla-La Mancha.
- Caja de Ahorros de Galicia; per fusió Caixa de Aforros de Galicia, Vigo, Ourense e Pontevedra (Novacaixagalicia).
- Caja de Ahorros de Salamanca y Soria; fusió Caja España de Inversiones, Salamanca y Soria, Caja de Ahorros y Monte de Piedad (Caja España-Duero).
- Caja España de Inversiones, Caja de Ahorros y Monte de Piedad; fusió Caja España-Duero.
- Caja de Ahorros y Monte de Piedad de Córdoba; intervinguda pel Banc d'Espanya, cessió d'actius i passius a BBK Bank CajaSur.
- Caja Provincial de Ahorros de Jaén; absorció Unicaja.